# Oleg Germanowitsch Artemjew
Oleg Germanowitsch Artemjew (russisch Олег Германович Артемьев; * 28. Dezember 1970 in Riga, Lettische SSR, UdSSR) ist ein russischer Kosmonaut.

## Ausbildung
Bis 1990 studierte Artemjew am Polytechnikum in Tallinn. 1998 machte er seinen Abschluss an der Staatlichen Technischen Universität in Moskau.

## Kosmonautentätigkeit

### Ausbildung
Artemjew wurde als Mitglied der 15. RKK-Energija-Auswahlgruppe am 29. Mai 2003 ausgewählt. Seine Kosmonautengrundausbildung schloss er am 28. Juni 2005 ab.
Für den Flug von Sojus TMA-10M war er in der Ersatzmannschaft eingeteilt.

### Sojus TMA-12M– ISS-Expeditionen 39/40

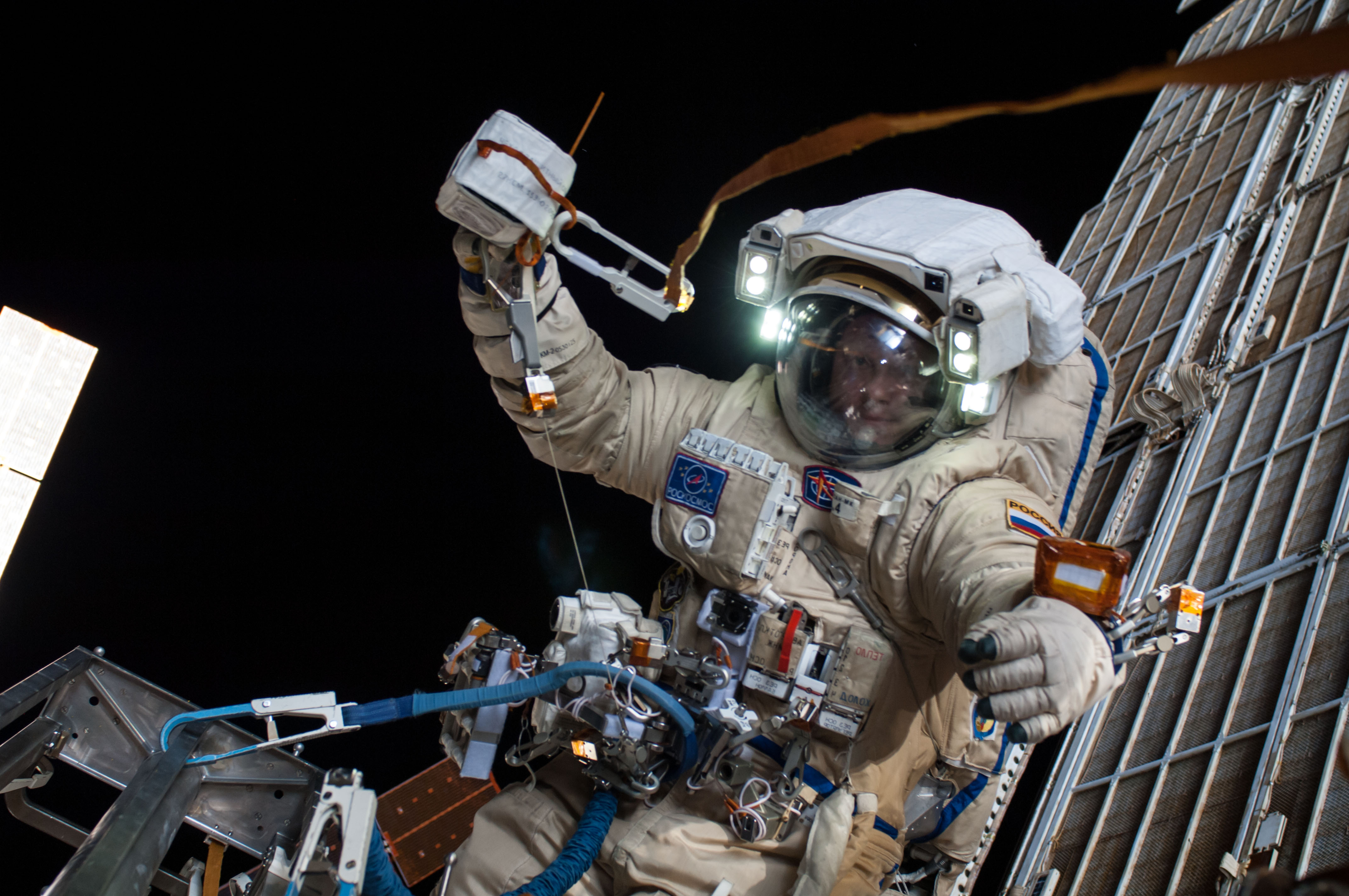
Oleg Artemjew arbeitet in einem Orlan Raumanzug außerhalb der Internationalen Raumstation (ISS) während der Expedition 40, aufgenommen am 18. August 2014.

Artemjew nahm als Bordingenieur an den ISS-Expeditionen 39 und 40 zur Internationalen Raumstation teil. Das Raumschiff Sojus TMA-12M startete am 25. März 2014, die Kopplung konnte wegen Problemen mit der Raumschiffsteuerung nicht wie vorgesehen nach knapp sechs Stunden durchgeführt werden, sondern erfolgte erst zwei Tage später am 27. März. Am 11. September 2014 erfolgte die Rückkehr zur Erde. Im Februar 2016 wurde ihm der Titel Held der Russischen Föderation verliehen.

### Sojus MS-08– ISS-Expeditionen 55/56

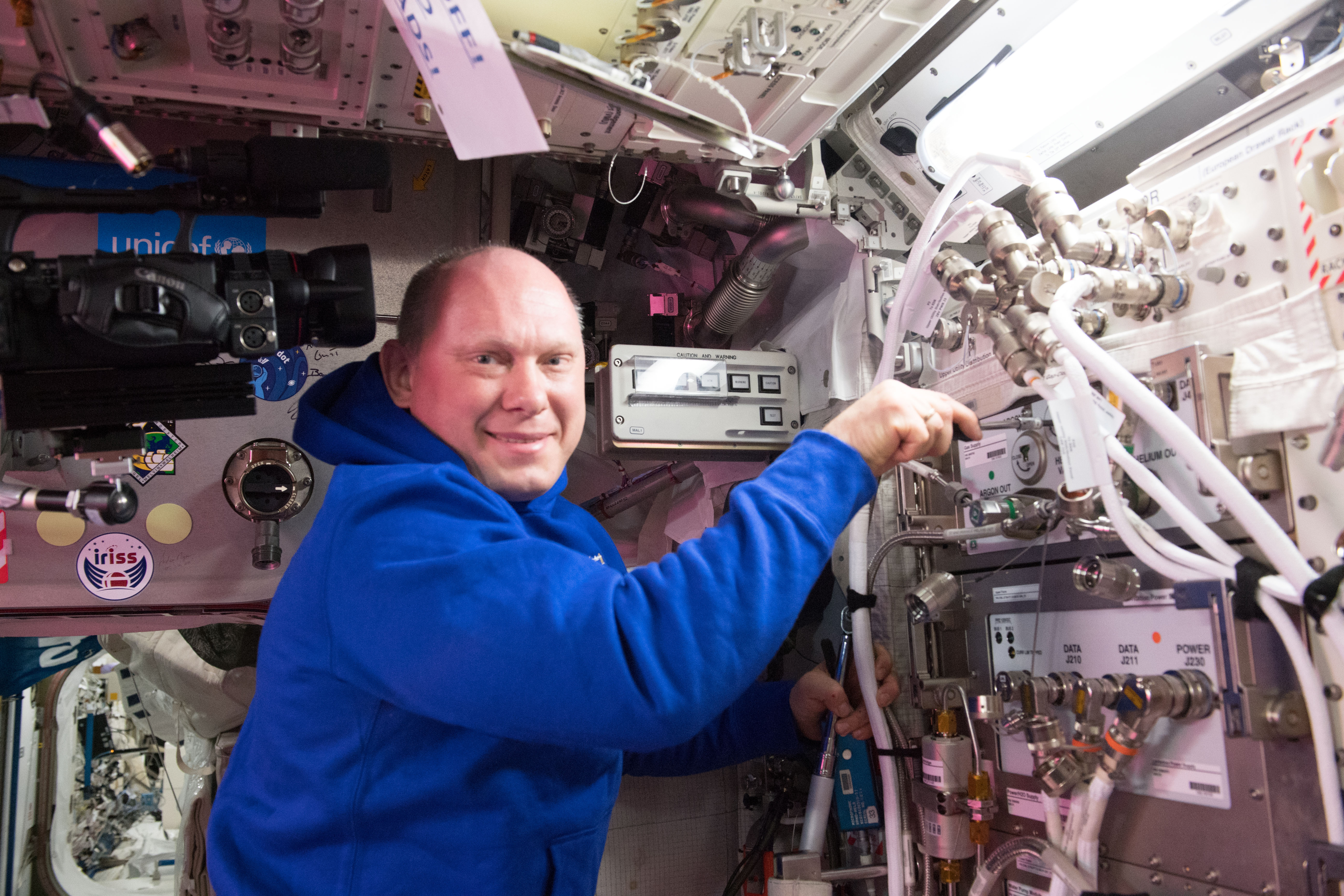
Oleg Artemjew arbeitet an Bord der Internationalen Raumstation im Columbus Modul während der ISS-Expedition 55.

Mit dem Raumschiff Sojus MS-08 startete Artemjew am 21. März 2018 zu seiner zweiten Mission als Bordingenieur der ISS-Expeditionen 55 und 56. Am 15. August montierte er zusammen mit seinem Kollegen Prokopjew, bei einem mehrstündigen Außenbordeinsatz auf der ISS, die ICARUS-Antenne. Die Rückkehr zur Erde erfolgte am 4. Oktober 2018.

### Sojus MS-21– ISS-Expeditionen 66/67

#### Start
Artemjew startete als Kommandant der Sojus MS-21 zusammen mit Denis Matwejew und Sergei Wladimirowitsch Korsakow am 18. März 2022 um 15:55:18 UTC. Am 18. März um 19:12:06 UTC dockte das Raumschiff erfolgreich im manuellen Modus an das Pritschal-Knotenmodul des russischen ISS-Segments an. Es war die erste Sojus-Mission zur ISS, die ausschließlich russische Kosmonauten an Bord hatte.
Beim Andocken von Sojus MS-21 lief auf der ISS die ISS-Expedition 66, Kommandant war Anton Nikolajewitsch Schkaplerow. Mit dem Abdocken von Sojus MS-19 am 30. März 2022, 7:21 UTC endete ISS-Expedition 66 und ISS-Expedition 67 begann. Das Kommando übernahm Thomas Marshburn.

#### Außenbordeinsätze
Nach einer Serie von Außenbordeinsätzen im April 2022 soll der Europäische Roboterarm (ERA) in Betrieb genommen werden. Dabei brachten Oleg Artemjew und sein Kollege Denis Matwejew zunächst bei einem Einsatz am 18. April ein externes Steuermodul an, lösten Schutzabdeckungen und befestigten Haltegriffe. Artemjews vierter Außenbordeinsatz begann um 15:00 UTC und endete nach sechs Stunden und 37 Minuten um 21:37 UTC. Es war der 249. Außenbordeinsatz insgesamt auf der ISS und der 52. Ausstieg aus dem russischen Segment, daher trug er die Bezeichnung RS VKD #52. Artemjew trug dabei den Orlan-MKS Raumanzug Nummer 5 mit roten Streifen zur Identifikation. Bei einem weiteren Ausstieg am 28. April (RS VKD #53) führten Artemjew und Matwejew weitere Schritte zur Inbetriebnahme von ERA durch. Dieser Ausstieg, Artemjews fünfter, dauerte 7 Stunden und 42 Minuten.

#### Rückkehr zur Erde
Die Rückkehr zur Erde erfolgte am 29. September 2022. Nach drei Langzeiteinsätzen mit 560 Tagen im All lag Artjemjew damals auf Platz 12 der Rangliste der erfahrensten Raumfahrer.

## Politik
Bei der Wahl 2019 wurde er zum Mitglied der Moskauer Stadtduma gewählt. Er gehört der Fraktion von Einiges Russland an.

## Auszeichnungen
- Ehrenbürger von Gagarin (2015)
- Ehrenbürger von Baikonur (2015)
- Held der Russischen Föderation (2016)
- Ehrenbürger von Sneschinsk (2018)
- Verdienstorden für das Vaterland (2020)[11]